# Albi di Fisietto
Lista degli albi di Fisietto, divisi per serie e per anno.
La periodicità mensile inizia a partire dal numero 12 della terza serie.

## Albi per serie
Di seguito sono elencati, con dettagli, gli albi di Fisietto divisi per serie.

### Prima Serie
| Numerazione        | Numerazione | Numerazione | Titolo                              | Data Pubblicazione  | Testi         | Disegni       |
| N° Serie Unificate | Anno        | N° Serie    | Titolo                              | Data Pubblicazione  | Testi         | Disegni       |
| ------------------ | ----------- | ----------- | ----------------------------------- | ------------------- | ------------- | ------------- |
| 1                  | I           | 1           | Sardina Party                       | Dicembre 1999       | Paolo Tremulo | Bruno Tremulo |
| 2                  | II          | 2           | Delitto Perfetto                    | Febbraio-Marzo 2000 | Paolo Tremulo | Bruno Tremulo |
| 3                  | II          | 3           | Settimana Bianca                    | Aprile-Maggio 2000  | Paolo Tremulo | Bruno Tremulo |
| 4                  | II          | 4           | Cento per Cento con Accompagnamento | Giugno-Luglio 2000  | Paolo Tremulo | Bruno Tremulo |

### Seconda Serie
| Numerazione        | Numerazione | Numerazione | Titolo                                          | Data Pubblicazione         | Testi                            | Disegni                 |
| N° Serie Unificate | Anno        | N° Serie    | Titolo                                          | Data Pubblicazione         | Testi                            | Disegni                 |
| ------------------ | ----------- | ----------- | ----------------------------------------------- | -------------------------- | -------------------------------- | ----------------------- |
| 5                  | III         | 1           | Vacanze Movimentate 1 - Tutti al Mare!          | Novembre 2001              | P. Tremulo                       | L. Lepori               |
| 6                  | III         | 2           | Vacanze Movimentate 2 - Pistis Beach Restaurant | Dicembre 2001              | N.D.                             | N.D.                    |
| 7                  | IV          | 3           | Il Ritorno di Boicheddu                         | Gennaio 2002               | N.D.                             | N.D.                    |
| 8                  | IV          | 4           | Sequestro di Persona 1 - Il Conte Pistis        | Febbraio-Marzo 2002        | P. Tremulo                       | L. Lepori               |
| 9                  | IV          | 5           | Sequestro di Persona 2 - Costa Smeralda         | Aprile-Maggio 2002         | N.D.                             | N.D.                    |
| 10                 | IV          | 6           | Il Re del Cascione                              | Giugno-Luglio 2002         | N.D.                             | N.D.                    |
| 11                 | IV          | 7           | Tango Cagliaritano                              | Agosto-Settembre 2002      | P. Tremulo                       | M. Fara A. Lampis       |
| 12                 | IV          | 8           | Il Mago di Molentargius                         | Ottobre 2002               | P. Tremulo                       | L. Lepori               |
| 13                 | IV          | 9           | Nel Regno dell'Occulto                          | Novembre 2002              | P. Tremulo                       | L. Lepori               |
| 14                 | IV          | 10          | L'agnello di Natale                             | Dicembre 2002-Gennaio 2003 | G. Mannu                         | L. Lepori               |
| 15                 | V           | 11          | Sartiglia!                                      | Febbraio-Marzo 2003        | P. Tremulo                       | B. Brovelli             |
| 16                 | V           | 12          | Sa Merdona                                      | Aprile-Maggio 2003         | P. Tremulo M. Giordani           | M. Fara A. Zucca        |
| 17                 | V           | 13          | Il Re del Poetto                                | Giugno-Luglio 2003         | P. Tremulo                       | L. Lepori               |
| 18                 | V           | 14          | Sa dì de sa Zirronya                            | Agosto 2003                | P. Tremulo                       | B. Brovelli G. Mannu    |
| 19                 | V           | 15          | L'Extracomunitario 1 - Vu Cumprà?               | Settembre-Ottobre 2003     | G. Mannu                         | L. Lepori               |
| 20                 | V           | 16          | L'Extracomunitario 2 - Un Grande Amore          | Novembre-Dicembre 2003     | G. Mannu                         | L. Lepori               |
| 21                 | VI          | 17          | La Vendetta del Fantasma                        | Gennaio-Febbraio 2004      | Omar e M. Fara                   | B. Brovelli G. Mannu    |
| 22                 | VI          | 18          | Fisietto scende in campo 1 - L'Onorevole Pistis | Marzo-Aprile 2004          | P. Tremulo                       | L. Lepori S. D'Agostino |
| 23                 | VI          | 19          | Fisietto scende in campo 2 - L'Assessore        | Maggio 2004                | G. Mannu                         | L. Merati               |
| 24                 | VI          | 20          | Fisietto scende in campo 3 - Il Governatore     | Giugno 2004                | P. Tremulo                       | L. Lepori G. Mannu      |
| 25                 | VI          | 21          | Love Story 1 - Amore per Sempre                 | Luglio-Agosto 2004         | G. Mannu                         | L. Lepori S. D'Agostino |
| 26                 | VI          | 22          | Love Story 2 - Il Re del Ring                   | Settembre-Ottobre 2004     | G. Mannu                         | L. Lepori               |
| 27                 | VI          | 23          | The Animal - Il Re del Rock                     | Dicembre 2004              | P. Peruzzo G. Mannu              | M. Fara B. Brovelli     |
| 28                 | VII         | 24          | Aliga Party                                     | Marzo-Aprile 2005          | M. Fara G. Mannu                 | L. Lepori B. Brovelli   |
| 29                 | VII         | 25          | Mar dei Caraibi 1 - Dirotta su Cuba             | Maggio-Giugno 2005         | P. Tremulo                       | L. Bernasconi           |
| 30                 | VII         | 26          | Mar dei Caraibi 2 - Festa Cubana                | Giugno-Luglio 2005         | P. Tremulo                       | L. Bernasconi           |
| 31                 | VII         | 27          | Onore Rossoblù - Piede di Porco                 | Ottobre 2005               | M. Giordani P. Gabriele G. Mannu | A. Orani B. Brovelli    |
| 32                 | VII         | 28          | Il Sindacato 1 - Marrucciu                      | Dicembre 2005              | G. Mannu                         | L. Lepori               |
| 33                 | VIII        | 29          | Il Sindacato 2 - La riscossa di Zurrundeddu     | Marzo 2006                 | G. Mannu                         | L. Merati               |
| 34                 | VIII        | 30          | Una giornata al mare                            | Giugno 2006                | P. Tremulo                       | L. Bernasconi           |
| 35                 | VIII        | 31          | Piazza Civiltà Nuragica                         | Agosto 2006                | G. Mannu                         | L. Lepori               |
| 36                 | VIII        | 32          | Campione per sempre                             | Ottobre 2006               | M. Bennato P. Ottoman G. Mannu   | L. Bernasconi           |
| 37                 | IX          | 33          | Il Teatro è vita - La vita è teatro             | Gennaio 2007               | P. Tremulo                       | L. Bernasconi           |

### Terza Serie
| Numerazione        | Numerazione | Numerazione | Titolo                                       | Data Pubblicazione     | Testi                     | Disegni                           |
| N° Serie Unificate | Anno        | N° Serie    | Titolo                                       | Data Pubblicazione     | Testi                     | Disegni                           |
| ------------------ | ----------- | ----------- | -------------------------------------------- | ---------------------- | ------------------------- | --------------------------------- |
| 38                 | IX          | 1           | Cuore Rossoblù 1 - Il Mister                 | Ottobre 2007           | P. Tremulo G. Mannu       | I. Ranucci U. Sammarini           |
| 39                 | IX          | 2           | Cuore Rossoblù 2 - Su Pippiu                 | Novembre 2007          | P. Tremulo                | I. Ranucci U. Sammarini           |
| 40                 | X           | 3           | Cuore Rossoblù 3 - Arrogutottu!              | Febbraio 2008          | P. Tremulo                | L. Lepori B. Brovelli             |
| 41                 | X           | 4           | Cuore Rossoblù 4 - Champions League          | Aprile 2008            | P. Tremulo G. Mannu       | L. Lepori B. Brovelli G. Mannu    |
| 42                 | X           | 5           | Gonario 1 - Operazione Nùgoro                | Giugno-Luglio 2008     | G. Mannu                  | L. Bernasconi                     |
| 43                 | X           | 6           | Gonario 2 - Caccia Grossa in Barbagia        | Agosto-Settembre 2008  | G. Mannu                  | L. Bernasconi                     |
| 44                 | X           | 7           | Il Colpo del Secolo                          | Ottobre-Novembre 2008  | U. Sammarini G. Mannu     | Morrik G. Mannu                   |
| 45                 | X           | 8           | Impresa Pistis 1 - L'eredità                 | Dicembre 2008          | G. Mannu                  | L. Bernasconi                     |
| 46                 | XI          | 9           | Impresa Pistis 2 - Pappaiscrocca             | Febbraio 2009          | G. Mannu                  | L. Bernasconi                     |
| 47                 | XI          | 10          | Il Rampante                                  | Aprile 2009            | U. Sammarini G. Mannu     | U. Sammarini Rancho               |
| 48                 | XI          | 11          | Sfida Infernale                              | Giugno 2009            | P. Tremulo G. Mannu       | L. Lepori B. Brovelli B. Olivieri |
| 49                 | XI          | 12          | Il Frikkettone 1 - Donna Bisodia             | Agosto 2009            | G. Mannu                  | L. Bernasconi                     |
| 50                 | XI          | 13          | Il Frikkettone 2 - L'illuminato              | Settembre 2009         | G. Mannu                  | L. Bernasconi                     |
| 51                 | XI          | 14          | Il Padrino                                   | Ottobre 2009           | U. Sammarini              | B. Del Vecchio                    |
| 52                 | XI          | 15          | Odissea Isolana                              | Novembre 2009          | U. Sammarini G. Mannu     | Rancho U. Sammarini G. Mannu      |
| 53                 | XI          | 16          | Missitaglia 1 - L'onore dei Pistis           | Dicembre 2009          | G. Mannu                  | L. Bernasconi                     |
| 54                 | XII         | 17          | Missitaglia 2 - Il trionfo di Luana          | Gennaio 2010           | G. Mannu                  | L. Bernasconi                     |
| 55                 | XII         | 18          | Operazione top secret                        | Marzo 2010             | U. Sammarini              | Benni                             |
| 56                 | XII         | 19          | Viva S.Efisio!                               | Aprile-Maggio 2010     | G. Mannu                  | Hoder Sechi G. Mannu              |
| 57                 | XII         | 20          | Vacanze a 5 stelle 1 - Il menhir             | Giugno 2010            | G. Mannu                  | L. Lepori B. Brovelli             |
| 58                 | XII         | 21          | Vacanze a 5 stelle 2 - La grande beffa       | Luglio-Agosto 2010     | G. Mannu                  | L. Lepori                         |
| 59                 | XII         | 22          | Le nozze di Barbye                           | Settembre-Ottobre 2010 | G. Mannu                  | L. Lepori                         |
| 60                 | XII         | 23          | Il tombarolo 1 - Tuvixeddu                   | Novembre-Dicembre 2010 | G. Mannu                  | L. Lepori                         |
| 61                 | XIII        | 24          | Il tombarolo 2 - Barumini                    | Gennaio-Febbraio 2011  | G. Mannu Alessandro Carta | L. Lepori                         |
| 62                 | XIII        | 25          | W la squola itagliana 1 - Il bidello Pistis  | Aprile-Maggio 2011     | G. Mannu Alessandro Carta | L. Bernasconi                     |
| 63                 | XIII        | 26          | W la squola itagliana 2 - Pistis for Preside | Luglio-Agosto 2011     | G. Mannu Alessandro Carta | G. Mannu D. Tomasi                |

### Quarta serie (Periodico)
| N° | Titolo                      | Data pubblicazione | Testi | Disegni |
| -- | --------------------------- | ------------------ | ----- | ------- |
| 1  | Antologia Cagliaritana      | Dicembre 2014      | N.D.  | N.D.    |
| 2  | Il Vangelo secondo Fisietto | Luglio 2015        | N.D.  | N.D.    |

## Albi per anno
Di seguito sono elencati gli albi di Fisietto divisi per anno.

### Anno I (1999)
- Sardina Party

### Anno II (2000)
- Delitto Perfetto
- Settimana Bianca
- Cento per Cento con Accompagnamento

### Anno III (2001)
- Vacanze Movimentate 1 - Tutti al Mare!
- Vacanze Movimentate 2 - Pistis Beach Restaurant

### Anno IV (2002)
- Il Ritorno di Boicheddu
- Sequestro di Persona 1 - Il Conte Pistis
- Sequestro di Persona 2 - Costa Smeralda
- Il Re del Cascione
- Tango Cagliaritano
- Il Mago di Molentargius
- Nel Regno dell'Occulto
- L'agnello di Natale

### Anno V (2003)
- Sartiglia!
- Sa Merdona
- Il Re del Poetto
- Sa dì de sa Zirronya
- L'Extracomunitario 1 - Vu Cumprà?
- L'Extracomunitario 2 - Un Grande Amore

### Anno VI (2004)
- La Vendetta del Fantasma
- Fisietto scende in campo 1 - L'Onorevole Pistis
- Fisietto scende in campo 2 - L'Assessore
- Fisietto scende in campo 3 - Il Governatore
- Love Story 1 - Amore per Sempre
- Love Story 2 - Il Re del Ring
- The Animal - Il Re del Rock

### Anno VII (2005)
- Aliga Party
- Mar dei Caraibi 1 - Dirotta su Cuba
- Mar dei Caraibi 2 - Festa Cubana
- Onore Rossoblù - Piede di Porco
- Il Sindacato 1 - Marrucciu

### Anno VIII (2006)
- Il Sindacato 2 - La riscossa di Zurrundeddu
- Una giornata al mare
- Piazza Civiltà Nuragica
- Campione per sempre

### Anno IX (2007)
- Il Teatro è vita - La vita è teatro
- Cuore Rossoblù 1 - Il Mister
- Cuore Rossoblù 2 - Su Pippiu

### Anno X (2008)
- Cuore Rossoblù 3 - Arrogutottu!
- Cuore Rossoblù 4 - Champions League
- Gonario 1 - Operazione Nùgoro
- Gonario 2 - Caccia Grossa in Barbagia
- Il Colpo del Secolo
- Impresa Pistis 1 - L'eredità

### Anno XI (2009)
- Impresa Pistis 2 - Pappaiscrocca
- Il Rampante
- Sfida Infernale
- Il Frikkettone 1 - Donna Bisodia
- Il Frikkettone 2 - L'illuminato
- Il Padrino
- Odissea Isolana
- Missitaglia 1 - L'onore dei Pistis

### Anno XII (2010)
- Missitaglia 2 - Il trionfo di Luana
- Operazione top secret
- Viva S. Efisio!
- Vacanze a 5 stelle 1 - Il menhir
- Vacanze a 5 stelle 2 - La grande beffa
- Le nozze di Barbye
- Il tombarolo 1 -  Tuvixeddu

### Anno XIII (2011)
- Il tombarolo 2 - Barumini
- W la squola itagliana 1 - Il bidello Pistis
- W la squola itagliana 2 - Pistis for Preside